# Oscar Bergs konditori

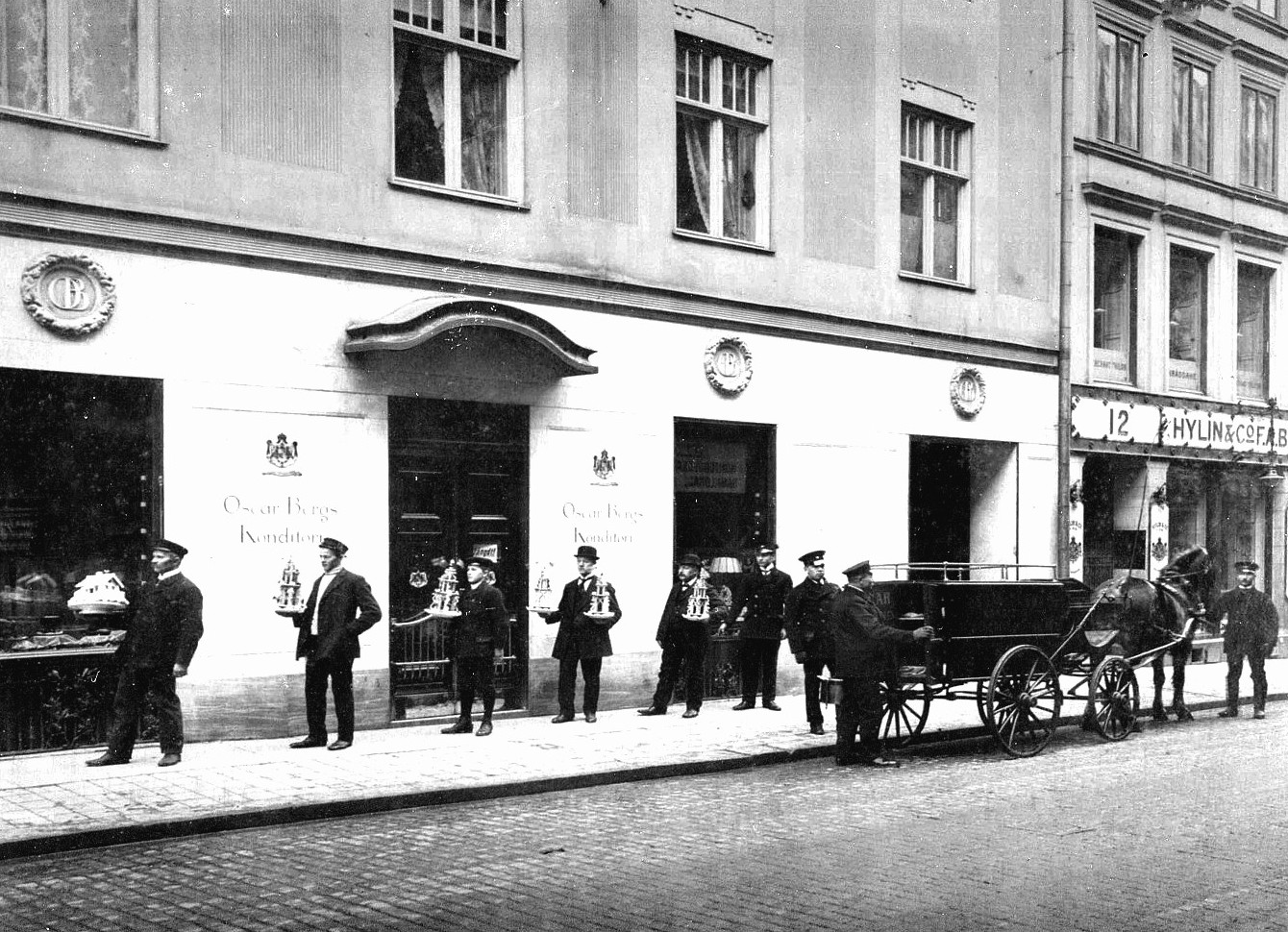
"Tårtparad" utanför Oscar Bergs konditori, Regeringsgatan 14 i början av 1900-talet.

Oscar Bergs konditori var ett anrikt kafé, beläget vid Regeringsgatan 14 på Norrmalm i Stockholm. Stället vid Regeringsgatan existerade mellan 1863 och 1970 och var en institution inom Stockholms caféliv.

## Historik

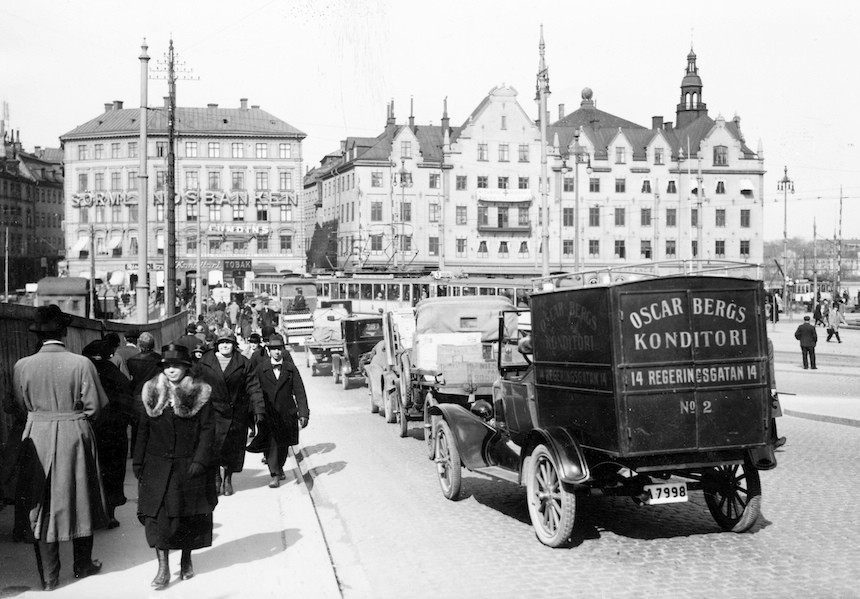
Bergs leveransbil vid Slussen, 1925.

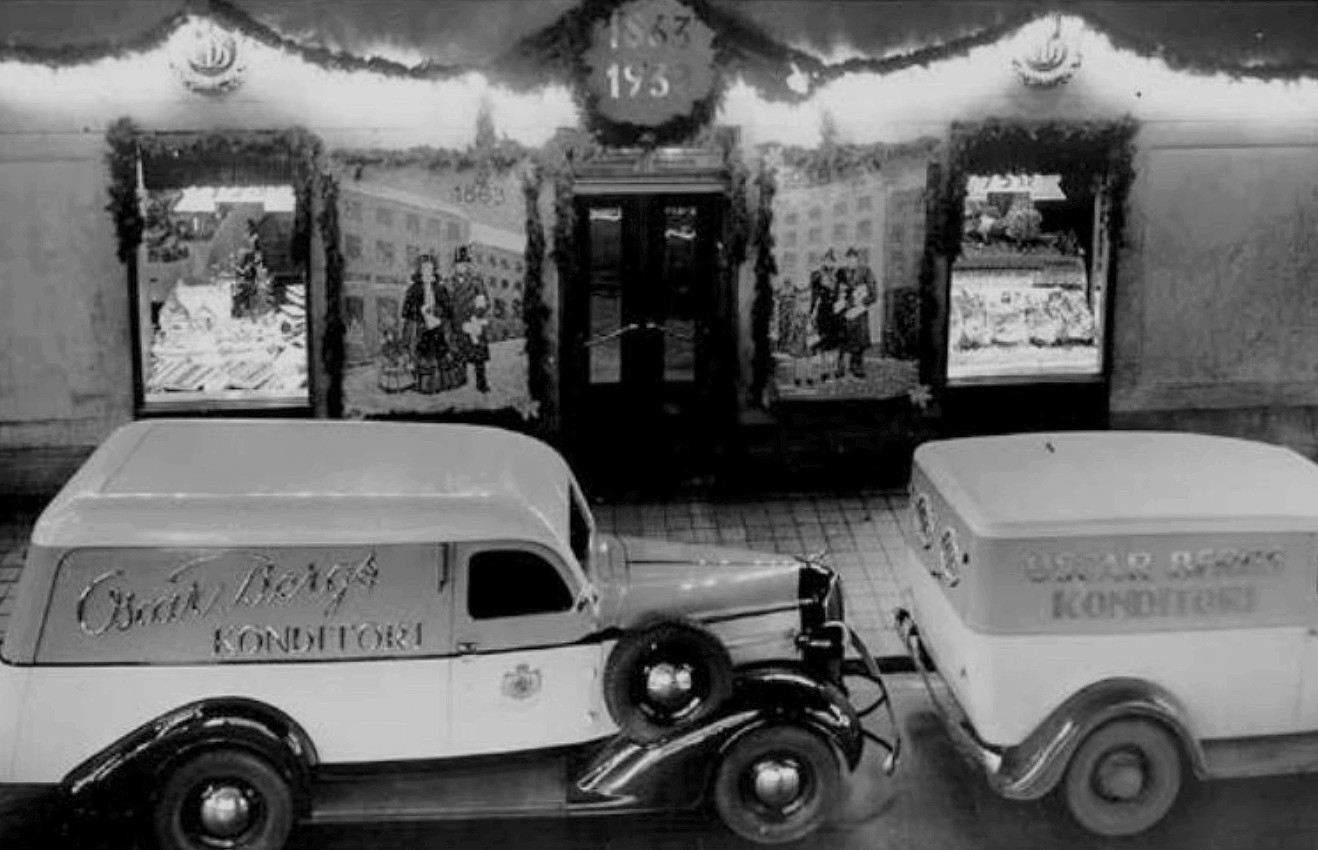
Oscar Bergs jubileum 1863–1933.

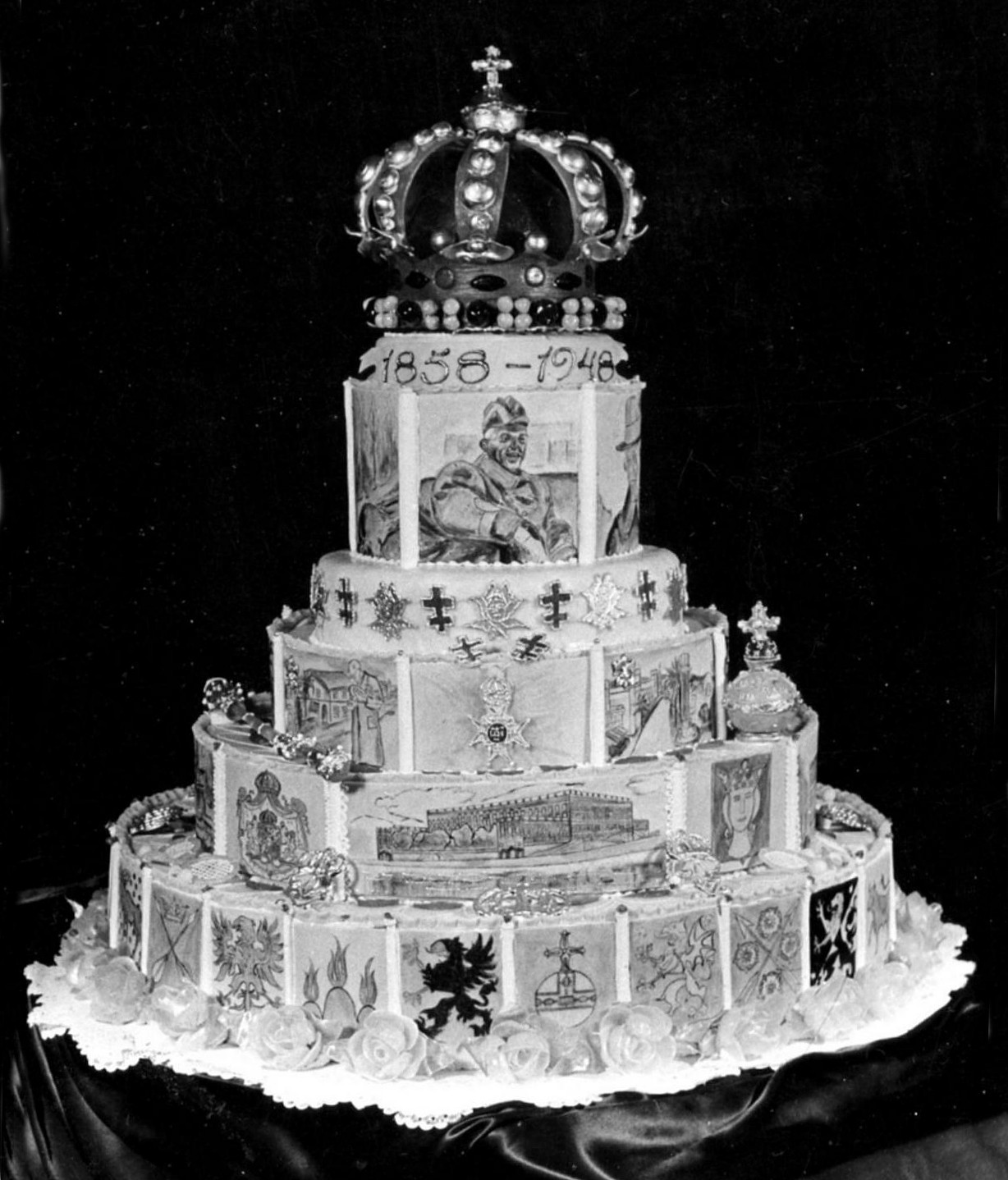
Gustaf V:s födelsedagstårta, 1948.

Verksamheten startades redan 1778 som bageri av Oscar Berg men hade sin glanstid under namnet Oscar Bergs konditori mellan 1863 och 1970 i kvarteret Jakob större vid Regeringsgatan 14 i centrala Stockholm. Filialer fanns under en tid vid Sturegatan 14 (senare flyttat till Sturegatan 28) och vid Biblioteksgatan 4.
Huset vid Regeringsgatan hade en för dessa kvarter karakteristisk byggnadshistoria: stomme från tiden kring 1600-talets mitt med dekorativ takmålning (som framkom vid rivningen), påbyggd med en fjärde våning vid 1800-talets mitt och omgestaltat vid 1900-talets början. År 1907 ombyggdes huset efter ritningar av Oscar Holm för Oscar Bergs konditori. Serverings- och bagerilokalerna låg på bottenvåningen, bostäder i de övre våningarna samt i gårdshuset. 
Konditorilokalernas jugendinredning som skapades 1907 var av hög kvalitet med svängd disk och boaserade väggar av valnöt. Längs överdelen på väggarna löpte en fris av majolika med motiv ur den franska riddarsagan Aucassin och Nicolette skapat av konstnären Olle Hjortzberg. I det inre av rummet fanns målade paneler utförda i grisaille på guldbotten i nyklassisk stil sannolikt utförda av dekorationsmålaren Jöns Thulin.
År 1932 skedde ett ägarskifte och konditorn Oscar Barregård förvärvade verksamheten. Han vidareutvecklade rörelsen och blev kunglig hovleverantör. I och med det hörde nu kungliga hovet till Oscar Bergs stamkunder där kung Gustaf V lät beställa sina födelsedagstårtor. Till kungens 90-årsdag 1948 skapade chefskonditor Olof Ström en 75 kilo tung tårta som tog en vecka att tillverka. Tårtan var så stor att skyltfönstret till Bergs konditori fick lyftas bort för att kunna ta ut den. Det fanns endast ett enda ljus på tårtan. Gustaf V tyckte det räckte med det som en påminnelse om att ännu ett år gått till ända.
Den förmögna Wilhelmina von Hallwyl och hennes hushåll fanns också bland kunderna. Från 1870-talet fram till 1930-talet inhandlades stora mängder glass, konfityr, tårtor och annat bakverk till Hallwylska palatset vid Hamngatan 4.

### Konditoriets slut
År 1952 sålde Barregård Oscar Berg till finska Fazer. I samband med Norrmalmsregleringen på 1960-talet revs bebyggelsen längs Regeringsgatans södra delar så även Oscar Bergs konditori. Stockholms stad köpte Oscar Bergs fastighet och Stadsmuseet i Stockholm tillvaratog konditoriets värdefulla inredning ”för att rummen skall kunna återuppstå i ett nybygge i trakten kring Regeringsgatan”, som Museinämndens verksamhetsberättelse från 1971 uttryckte det. Så skedde också och konditoriets majolikor och väggpaneler flyttades efter något år till det i samma kvarter belägna nöjesetablissemanget Hamburger Börs som också försvann med Norrmalmsregleringen men nyinvigdes i december 1970. Filialen på Biblioteksgatan 4 revs redan 1959 när fastighetsbolaget Hufvudstaden lät bygga sitt nya huvudkontor där (se Rännilen 19).

## Bilder
Från fotodokumentationen utfört i juli 1966 av Stadsmuseets fotograf Göran Fredriksson.

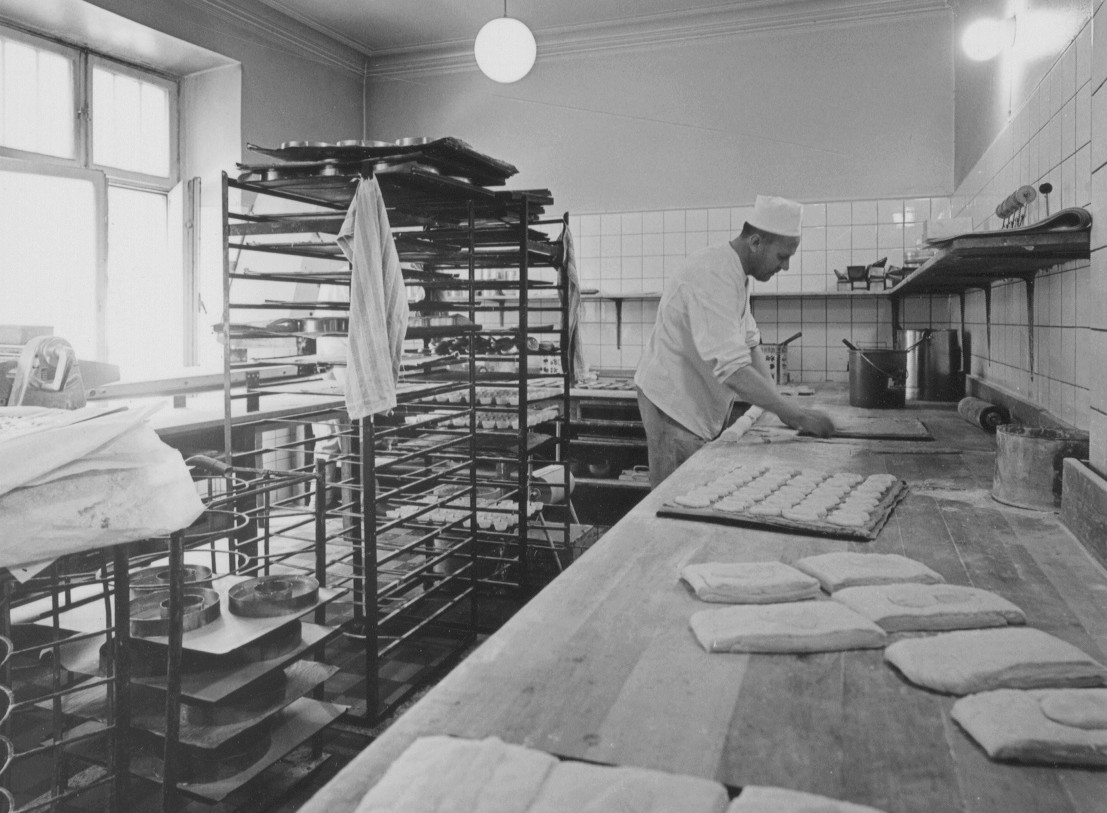
Bagariet.
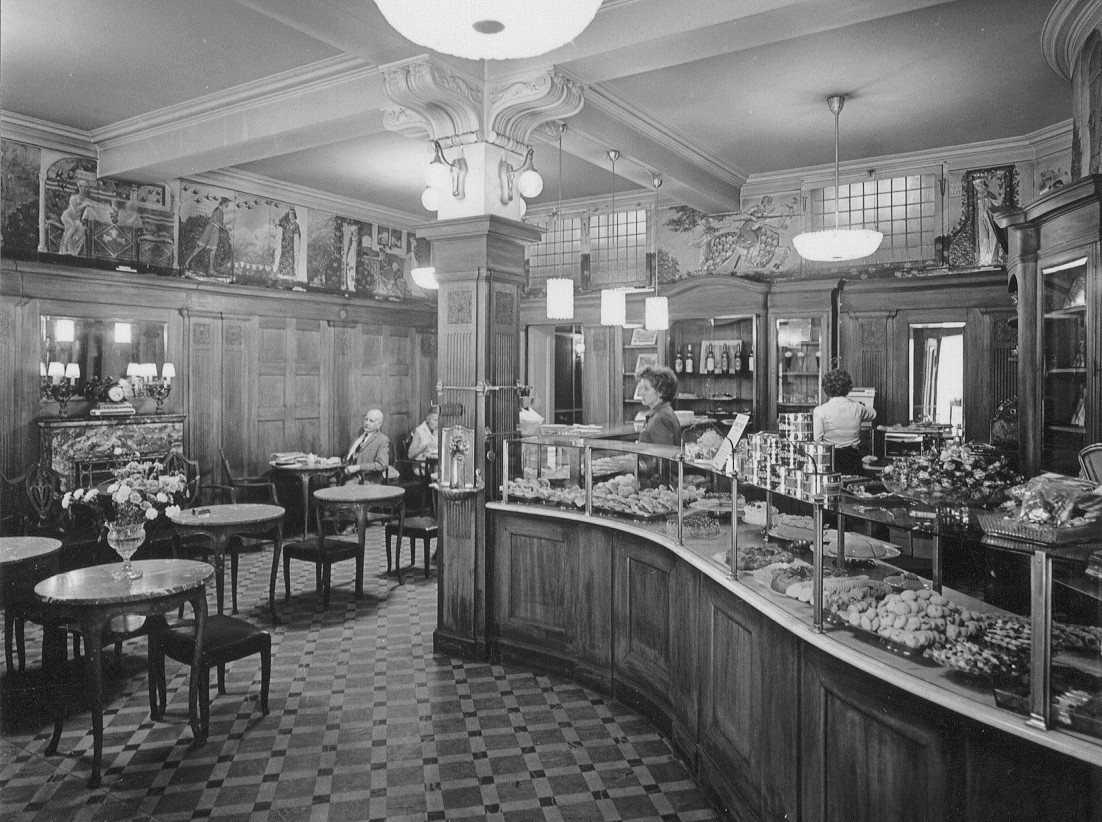
Kakdisken i serveringsrummet.
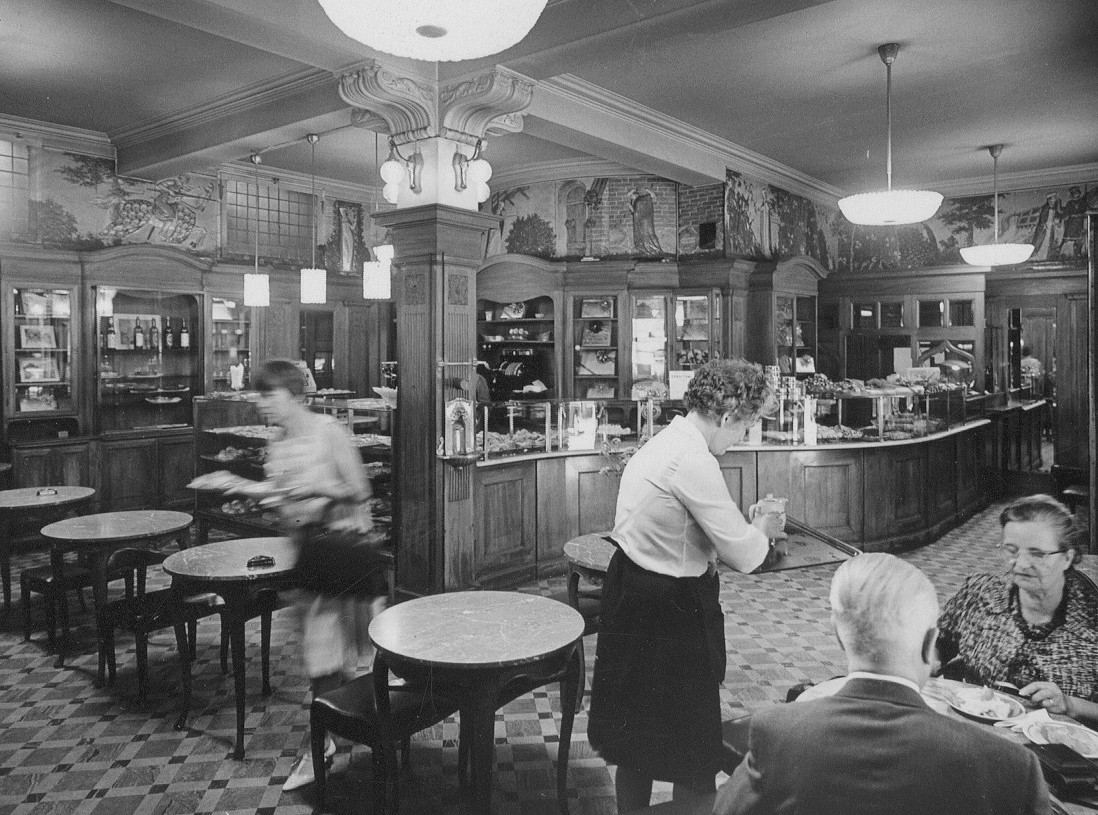
Gäster i serveringsrummet.
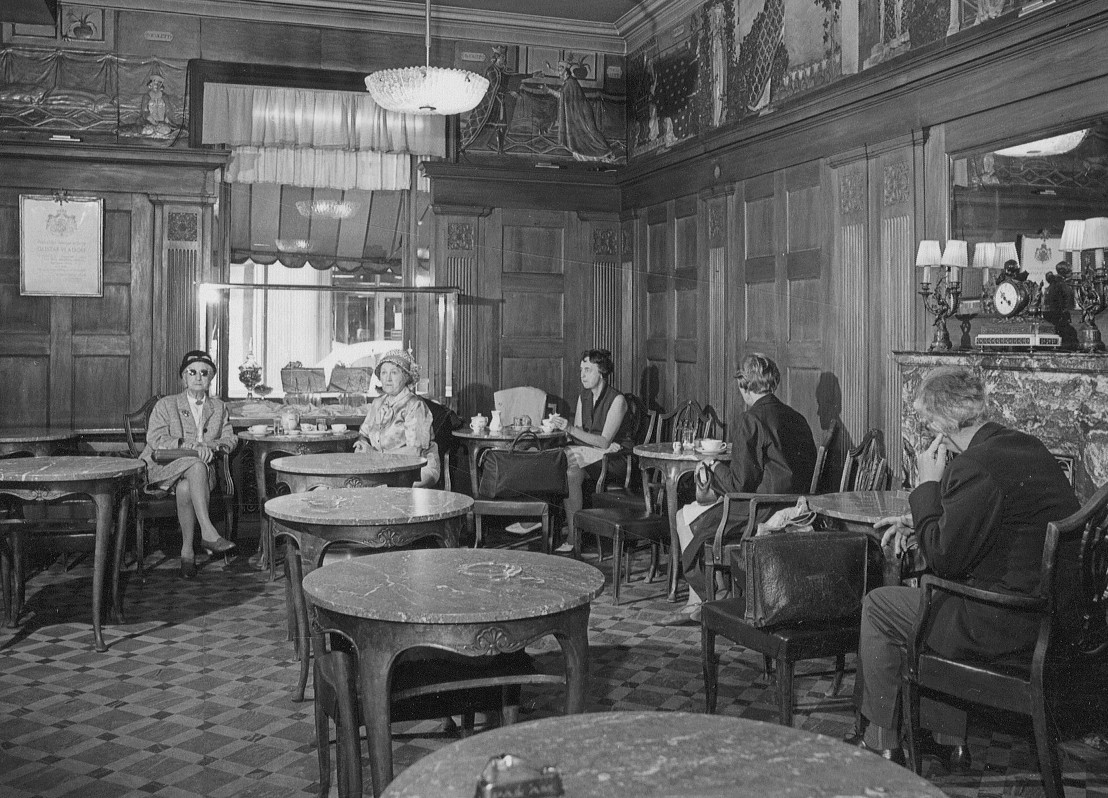
Gäster i serveringsrummet.
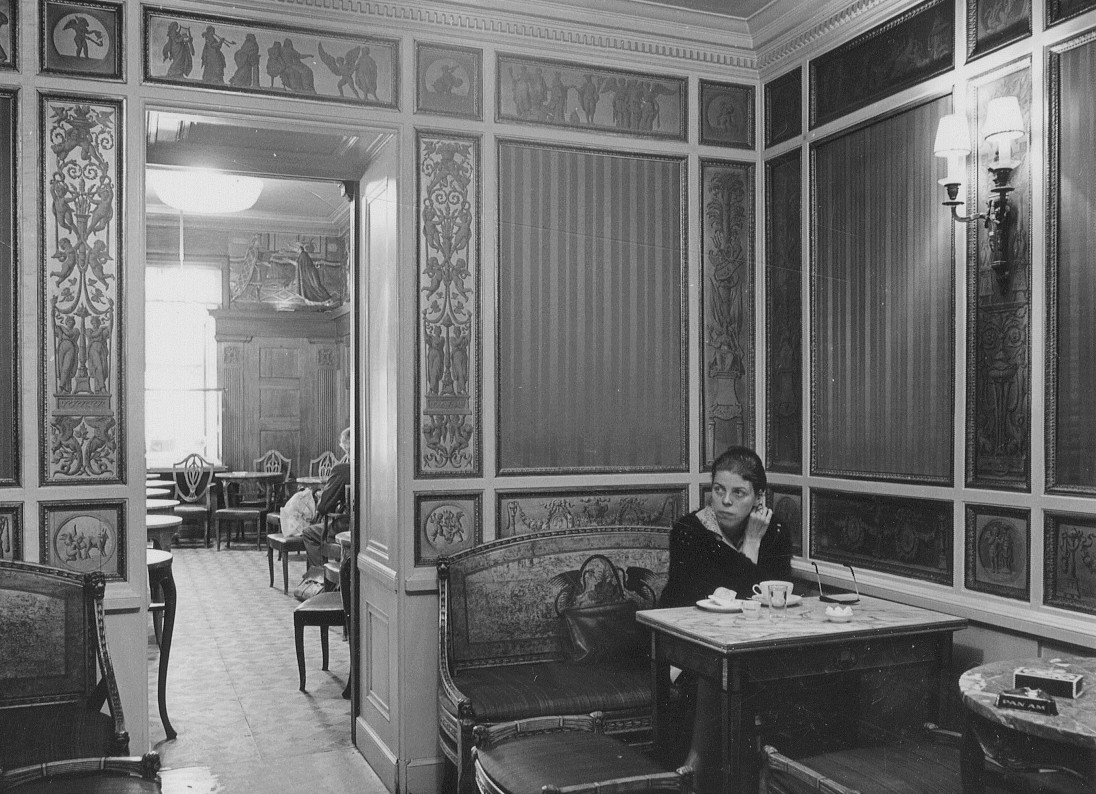
Interiör i bakre rummet.